# Rakovica (Republika Serbska)
Rakovica (cyr. Раковица) – wieś w Bośni i Hercegowinie, w Republice Serbskiej, w gminie Kozarska Dubica. W 2013 roku liczyła 92 mieszkańców.